# Powderham
Powderham – wieś i civil parish w Anglii, w Devon, w dystrykcie Teignbridge. W 2011 civil parish liczyła 110 mieszkańców. Powderham jest wspomniana w Domesday Book (1086) jako Poldreham.
W pobliżu znajduje się zamek Powderham.